# ستراهلورن
ستراهلورن (بالإنجليزية: Strahlhorn)‏ هو أحد جبال سلسلة جبال الألب بينيني ويقع في كانتون فاليز في سويسرا. يحتل المرتبة رقم 13 في قائمة جبال سويسرا من حيث الارتفاع، إذ يبلغ ارتفاعه حوالي 4190 متر، بينما يبلغ ارتفاع نتوء الجبل 401 متر، هذا وقد سجل أول وصول لقمة الجبل عام 1854.